# 甘い生活 (漫画)
『甘い生活』（あまいせいかつ）は、弓月光による日本の漫画作品。『ビジネスジャンプ』（BJ、集英社）誌上において、1990年11号より2011年21・22号まで20年以上に渡り連載が続けられ、『BJ』で最長の長寿作品であった。同誌の休刊後は後継誌である『グランドジャンプ』の創刊号より『甘い生活 2nd season』として、2024年13号まで連載。単行本は40巻まで、『2nd season』は19巻が発売されている。弓月の短編『ランジェリー狂走曲』（全3話、『みんなあげちゃう』第19巻に収録）を下地としている。2007年8月時点で累計部数は800万部を記録している。

## 概要
大手下着メーカーのピクシー（Pixy）を舞台に、ランジェリーに対する天才的な才能を持つ江戸伸介による下着、もしくはそれに類するものの開発話が、様々に癖のある依頼主などを交えた伸介と若宮弓香とのラブコメとして描かれていく。伸介と弓香のラブコメという主軸はあるものの、開発する下着毎に話は比較的独立しており、連続性のある中編の集合体となっている。
他のコミックスと比較すると、連載年数に対しコミックスの巻数が少ないが、これは月2回の連載の上、1回あたりのページ数も減ってきている事による物である（1巻には8話、30巻には12話収録されている）。17年半で400回を超えているが、ストーリー上では弓香の誕生日26、27歳の話もあり、時間としては3年。他の長期連載作品同様に、作中の時間の流れとは別に現実の時間の流れがあるため、テレホンカードから自動車電話・折りたたみ式携帯・スマホ・タブレットPCまで時代の変遷を知ることが出来る。その為『2nd season』第一話に於いて第一期当初の時代を描きながら、時代描写は第一期当初とは違ったものになっている。つまり『2nd season』においてはストーリーは継続されながら時代は一度リセットされたといえる。
ランジェリーを題材としており、さらに弓月が元少女漫画家であったこともあり、『BJ』連載の青年漫画ながら女性の読者も少なくない。
加えて、作者がMacintoshユーザのため、作中には連載時の最新Macintoshがよく登場するほか、架空の翻訳機も登場する。

## あらすじ
※編分けは便宜上ここで作成した物であり、正式な物ではない。
※単行本収録巻数、伸介の開発した下着を併記。
ピクシー入社編
- 1 - 3巻
- OL向け下着
主人公・江戸伸介は、ピクシーの地下10階、資料課で3年間バイトを続けていた。ある朝、出勤した彼は、会長の第二秘書である若宮弓香を見かけ、そのプロポーションと下着の着こなしが彼にとっての理想形だと感じる。その後、本来会長の元に届くはずであったズロースが資料課に誤送されてきたため、彼は会長である日野昇造の元を訪れたところ、下着に対する確かな眼力に買われ、入社する事となった。しかし、仕事は与えられず、自分でやれそうなことを探せとの指示を受ける。そこで伸介は女性社員への下着の支給を思い立つ。これで確かな実績を残した伸介は、社内の重役会議に参加、ひょんなことから下着のデザイン対決を行うこととなり、OL向けの下着のデザインに取りかかる。

ドミナ衣装編　
- 3 - 4巻
- 下着風のロックコンサート衣装
ピクシーが冠スポンサーを務め、世界的なロック歌手ドミナを招待したが、彼女の衣装が紛失してしまう。そこでOL向け下着で確かな実績を残した伸介に衣装デザインの白羽の矢が立ったが、彼には「セクシーさ」という概念が全く理解出来ていなかった。

呪いのコルセット編
- 4 - 5巻
- ガードル
ひょんなことから下着泥棒であり、コレクターの倉元と知り合った伸介は、16世紀のカトリーヌ・ド・メディチ由来の呪いのコルセットを見せてもらうこととなった。嫌がる弓香に半ば無理矢理コルセットを着せると、あまりの気持ち良さから弓香の表情はうつろになり、妖艶な魅力を振りまくこととなった。しかし、その気持ち良さ故、コルセットを決して脱ごうとしない弓香は日に日にやつれていくことになる。弓香を救うため、伸介は呪いのコルセット以上に気持ちいい下着を作ることを決意する。

生理用ショーツ編
- 5 - 6巻
- 生理用ショーツ
ある日、伸介はふとした事をきっかけに、ナプキンと専用ショーツを手に取る。その際、彼の抱いた「ナプキンとショーツをはじめからセットで作ればいいのに」という素朴な感想から、生理用ショーツ開発プロジェクトが誕生。共同開発の相手である天保製薬から、弓香の元恋人である太田原が派遣されるが、伸介が体型を良くするためにとTバックにこだわるために、プロジェクトは難航することになる。

桂千波編
- 6 - 8巻
- 伸介は、ハイティーン向け下着として成長する身体に対応するフリーサイズのブラジャーを発明する。着眼点は悪くなかったものの、着け心地が良すぎて他の製品が売れなくなるとされ、昇造にボツとされる。
伸介は駅で見事に下着を着こなしている桂千波を見て、無意識のうちに福島の温泉まで彼女を追いかけてきてしまう。そして彼女からインスピレーションを受け、ハイティーン用の下着の作成に取りかかることとなる。伸介、弓香、伸介の下着と伸介に惚れ込んでしまった千波の三角関係が絡み合う。

失われた思春期編
- 8 - 9巻
- なし
伸介のアルバイト時代の上司である安岡は、セクシーさや華やかさという物を理解させたいと思い、弓香にストリップを習うことを提案する。特訓の成果もあり、弓香は肉体的な刺激無しに伸介を勃起させる事に成功する。ところが、今度は弓香を見るだけで勃起してしまうようになり、彼女を避けるようになってしまう。

テニスウェア編
- 9巻
- カーボンケブラーをカップに使用したブラジャー（元々試作品で長時間の着用には不向きだったが、気持ちよくて着続けた結果、汗疹ができて失敗）。
- 呪いのコルセットを参考に適度に締め付け、身体を固定・保護するテニスウェア（スコート込みのオールインワンビスチェ）
立花小夜は近々デビュー予定の期待の新人テニスプレイヤーであったが、急激な胸の成長により、特注のスポーツブラが必要となり、伸介に依頼する。レズビアンの彼女は弓香に一目惚れし、伸介との間で奇妙な三角関係が生まれる。

美也との結婚編
- 9 - 10巻
- なし
立花のウェアとデビュー戦の成功、そしてピクシー初となる個人ブランド「Edo」の誕生を祝う宴会が行われる。泥酔した伸介は、目が覚めるとホテルのベッドに裸で寝ていた。そして隣には美也が同じく裸でおり、その口の中には縮れた毛が残っていた。「女性と何かあったら責任を取れ」という母の言いつけを守るため、伸介は弓香の目の前で美也に結婚を申し込む。親への報告のため、美也との里帰りに、何故か弓香もついてくる。

スーパーモデル編
- 10 - 13巻
- 新作発表会向けモデル
ランジェリーコレクション発表会でEdoを大々的にアピールするため、会長はスーパーモデルを使うことを指示する。この不可能を可能とするため、伸介がその力で直接口説くべく、弓香と2人でフランスへと出張する。2人が無事にスーパーモデル達との契約を終えて帰国したところ、日昇グループで、社長にして昇造の息子である日野洋造による社内クーデターが起こっており、会長は行方不明となっていた。

カメラマン菊池編　
- 13巻
- なし
人気カメラマン菊池は新作発表会での弓香の姿を見、彼女にヌード撮影のモデルとなることを依頼する。菊池は手段を選ばず弓香を落とそうと躍起になる一方、少しの焼きもちも焼いてくれない伸介の態度に、弓香は撮影に参加する。

ニューハーフ編
- 14 - 15巻
- ニューハーフ用下着
菊池の招待を受けゲイバーに行った伸介はニューハーフのうららと握手をするが、未知との遭遇に体が異常反応し、勃起しながら倒れてしまう。そして手の能力が消えてしまい、デザインも一切浮かばなくなってしまう。伸介は未知を既知とすることに解決の糸口があることを期待し、うららのオーダーメイドの依頼を受けるが、うららが伸介に興味を持ってしまう。

日野巴編
- 15 - 18巻
- なし（巴が伸介用のトランクス、褌、ジョッキーブリーフを作成）
昇造との和解工作のため、洋造は娘の巴を急遽留学先から呼び出して帰国させる。伸介と同様の力を持つ巴は、彼との出会いをきっかけに交流を深め、男物の下着の制作に取りかかる。

女優・佐倉澪編 　
- 18 - 20巻
- 中年向け補正下着
女優・佐倉澪は伸介の噂を聞き、下着の依頼のために、昇造と伸介を呼びつける。同行した弓香は映画監督の戸川に会い、女優としてスカウトされる。本人の気持ちは無視して会長の命令で映画出演することとなった弓香は、女優となる為共演する澪の元に内弟子と住み込む。

アメリカン・タイムズ編
- 20 - 21巻
- シルクストッキング
世界的な情報雑誌アメリカン・タイムスより伸介の私生活をメインとした取材のため、双子の美人姉妹ソフィアとステラがやってきた。下着を着用しない彼女達にも着てもらえるように、伸介はストッキングの開発に着手する。

スキン・クエスト編
- 21 - 22巻
- スキン・クエスト新作の修正品
ありのままを述べたソフィアの記事を読んだスキン・クエスト社長のマーサは、伸介の引き抜きのために来日し、工作を開始する。媚薬による錯乱状態でスキン・クエストの新作を破ってしまった伸介は、自身の手で作り直しマーサに許しを請う。しかしマーサは出来の良すぎる現品では商品にならないと、マスプロ化のためにアメリカ本社で手直しすることを要求し、伸介は渡米した。

ファーストレディー編
- 22 - 24巻
- 速く動くと気持ち悪い、淑やかになるコルセット
突如軍隊に拉致された伸介はアメリカ大統領の前に連れて来られることとなる。そして理想の家族像には快活すぎる婚約者ローラのために、淑やかになる下着の制作を依頼される。

赤沢美幸編
- 24 - 25巻
- アトキンソンの作ったソフトを組み込んだ織機を使った全身パンスト
アメリカから帰国し、家に帰って来た弓香は幼馴染の赤沢美幸と再会する。伸介の才能を認めようとしない彼女に、弓香は伸介オーダーメイドの下着を着せることを提案するが、赤沢は弓香が自分のエステを受けることを条件に了承する。

競泳水着編 　
- 25 - 26巻
- 競泳用水着（伸介開発の物と、それに美也が改良を加えた物）
オリンピックの有力金メダル候補、速水潤は年頃の悩みによって練習を拒んでいた。そこで、彼女の指導者達は伸介に泳ぐのが楽しくなる水着を依頼する。

妊婦用下着編　
- 26 - 30巻
- 妊婦用ショーツ「ちとせ」
ある日、芸者の千登世は突如昇造の元を訪れ、自分が妊娠したことを報告する。そして伸介に「赤ちゃんを守って安心して産んで上げられる」妊婦用の下着の作成を依頼する。

秘書対決編　
- 30巻 - 32巻
- なし
秘書サイトのランキングで世界1位になった弓香に対し、それまで日本人の中では1位だった、青江恵子が挑戦状を叩き付ける。全日本秘書協会 (A.J.S.O.) 立ち会いのもと秘書対決が開催される。

女子アナウンサー篇
- 32巻 - 34巻
- 熟睡できる機能下着（寝間着）。キャリアウーマン用下着（以前のもののアレンジ）。
レポーターの榎本里果が、伸介の密着取材に入る。不眠症に悩む彼女は伸介に、気持ち良くなる下着より熟睡できるパジャマの方が嬉しいと訴える。一方、ニュースキャスターでシングルマザーの和泉亜紀の娘・芽衣は、伸介と出会い、母親に再婚相手として勧める。

アシスタント篇 　
- 34巻 - 36巻
- テニスウェア改良版（機能面は伸介、デザインは双葉の合作）
昇造がEDO部門のデザイナーオーディションを開催。伸介は、姉のアシスタントでついてきた春日双葉に目をつける。伸介と双葉は、それぞれ立花小夜の新しいウェアを作ることに。

痴漢冤罪篇
- 36巻 - 37巻
- なし
伸介は、地下鉄の列車内で突然近くにいた女性に痴漢呼ばわりされる。罠だと感じた伸介の仲間・美也は、友人の女性弁護士を連れて駆けつけ、わざと大事件にする。アメリカ大統領からの電話により、事件は裁判員裁判のモデルとして実施されることになった。弁護側の目論見通り、裁判長や裁判員の多数が女性になった法廷で、女性は伸介の手に抵抗できないことを立証し、伸介は無罪を勝ち取る。

オークション篇
- 37巻 - 38巻
- 飛行機に乗っているときの快感以上を味わえる下着とファーストレディ篇の改良版（スポーツブラとレギンズ）
痴漢篇でのマスコミから一旦離れるために、スキンクエストからチャリティーオークション用の新製品の依頼を受けるという形でEDOチームと双葉は渡米する。新製品は産油国ボルネイ君主国の王ウルドが落札する。おてんば娘ノーマに頭を悩ませていた王は、おしとやかになるための下着を依頼する。

幼馴染み再会篇
- 38巻 - 39巻
- なし（巴による男性用トランクス）
帰国した一行は、ピクシー本社で行われた成績優秀な販売員への表彰式に出席し、伸介がプレゼンターを務める。伸介は、幼馴染であるピクシーの販売員・英一途と再会し、表彰祝いの下着を送る。一途の恋人で、警視庁の刑事である小柳は、彼女との電話のやり取りから異変を感じ、原因が伸介にあると考え、翌日ピクシーに来て伸介に掴みかかる。美也は小柳に伸介の能力を理解させるため、同様の力を持つ巴に小柳用の下着を作るよう依頼する。

下着ドロ捜査篇
- 39 - 40巻
- ブラと一体型のストラップレスコルセット（囮捜査用）
警視庁科学捜査班の本山は、倉元の模倣犯である下着ドロの情報を得るため、刑務所に服役中の倉元の元を訪れるが、着用している下着が気にくわないという理由から情報提供を拒否される。本山に協力を求められた伸介達は、倉元から入手した下着ドロのコミュニティに情報をリークし、江戸の下着を着用した本山を囮にした下着ドロ捕獲作戦を開始する。

官能小説家篇
- 40 - 第2シーズン1巻
- 座って気持ちよく仕事のできるスリーインワン
カメラマンの菊池から協力を求められ、伸介らはスタジオを訪れ、三条宗近の名で官能小説家をしている旧華族の令嬢・鳩司綾子と出会う。弓香達は、菊池の視線はおろか、伸介に触られても全く平然としている彼女に衝撃を受ける。実は、彼女は男同士のカップリングにしか興味がなく、一般的な男女間の恋愛に全く関心を持っていなかった。一行は、「このままでは跡継ぎもできないため、普通に恋愛のできる子にして欲しい」という綾子の母からの依頼を受ける。

第2シーズン
新会社設立篇
- 1巻 -
- 立ち仕事に特化したスリーインワン、座り仕事に特化したスリーインワン
エドブランドが好調ながらも、量産が効くピクシー全体が不調なのを受け、ピクシーのチーフデザイナーの水島は、量産の効かないエドブランドが一般製品へ影響を与えているとみて、ブランドの独立を提案する。
ちょうど、時を同じくしてエドブランドのお針子の一人細川が心筋梗塞で緊急手術を受ける。手術自体は成功するも、お針子の高齢化とその対策を考慮していなかった昇造も頭を悩ませる。そこで美也は子会社化に伴って、後進育成の為の学校・社宅等を併設した新工場設立を提案。建設予定地として昇造がかつて購入した土地が選ばれるが、そこには揚巻という遊女の幽霊が取りついていた。

新会社設立及び新作ランジェリーショー準備篇
- 3巻 -
- なし
新会社設立の準備が進む中、昇造はEDOブランドの関係者と新会社の社長となった巴、そして洋造を召集し、新会社発足に伴うEDOの新ランジェリー発表のショーを開くことを発表する。ショーのモデル募集・お針子を含め従業員募集の告知がされる中、伸介を取巻く女性達が動き出す。

モデルオーディション篇
- 4巻 -
- セシリア用のブラジャーとショーツ
虫垂炎で入院した伸介も無事退院し、マーサの協力やアメリカ大統領夫人ローラの主導のもと、アメリカでの修行帰りの双葉や、美也に会いに来日した国防総省のブレットも加わって、ショーの準備は着々と進む。ショーの総合プロデュースのために呼ばれたファッション誌「ヴァルガス」の名物編集長にしてモード界の「女帝」と呼ばれるシャイア・グレースに体を褒められ、弓香はいよいよショーの出場から逃げられない雰囲気を感じ取る。そして世界各地からモデル志望の美女たちが大集合、いよいよランジェリーショーモデルのオーディションが始まった。その中で、シャイアが最近目をかけている新人モデル、セシリア・アルメイダに、伸介も注目した。

鹿谷幸篇＆ドミナ再来日篇
- 6巻 -
- なし（双葉が開発したアセモ対策のブラジャー→合成繊維アレルギー対策も加えたブラジャー）
新工場の建設現場で、設計士の霞は社員寮担当主任鹿谷幸と出会う。揚巻の力添えで、女性である幸はかなり優遇されていた。揚巻から霞を通して、幸の先祖が立派な仏壇を作ってくれたのでその恩返しをしたいと依頼される。セシリア用の下着を徹夜で作って休んでいる伸介に変わり、双葉が担当することになった。幸の悩みがアセモだと見当をつけ、双葉は制作を開始する。一方その頃、ランジェリーショーの音楽担当に名乗りを上げたのに保留の扱いを受けたドミナが、ローラのもとに直接押し掛けていた。

井上初美篇＆モデルたちのトラブル篇
- 6巻 -
- 腰サポートメインの簡単な機能性下着、予備の下着
霞は、老人ホームに勤める栄養士・井上初美を新工場の社員食堂担当に推薦するが、ホームに入居している老人たちの猛反対に遭い、一度は撤退する。老人たちのためにも引き抜きは現実的ではないと結論づけられる空気の中、伸介がとんでもない策を提案する。そんな中、美也とブレットが完成させた映像技術のため、3Dモデリングデータ採集に招集されたモデルたちに次々とトラブルが頻発し、弓香の気が気でない日々が続く。

工藤沙枝篇
- 7巻 -
- なし（双葉のショー試作品の流用品に、伸介が少し手伝いを入れたもの）
新社屋も完成に近づき、残る付属施設の担当は託児所のみとなった。鈴原や初美に釣り合う保母という条件のもと、双葉は保育士時代の知り合い工藤沙枝を紹介する。沙枝は子どもたちの扱いがうまかったものの、彼らの母親たちからのいわれのない嫉妬によりいじめを受けたせいで、メンタルが弱り、休職中であった。ショーも間近なため伸介たちを動かしたくないということで、弓香が引き抜きにかかることになった。

速水潤ふたたび篇
- 8巻 -
- なし（暫定）。双葉が以前に伸介が作った熟睡できる機能下着を基に着用している間は「5秒以上身体を動かさないと全身のツボを痛覚刺激する」という無理矢理運動ギプスを試作。
ようやくショーの会場の場所も明かされ、新社屋完成とショーに向けてラストスパートというこの時期に、潤が押し掛けてきた。以前の水着が禁止され泳ぐ気が失せ、すっかり肥満体となった速水に一同は唖然とする。速水なりに危機感を感じ、身体をなんとかするために、新しく泳ぎたくなる水着を作ってほしいと無茶を通してくる。余裕のない時期とはいえ、ピクシーとしても速水の商品価値を無視できないため、最終的に水着の制作経験のない双葉がチャレンジすることになった。

## ランジェリー狂騒曲
作者の短期連載作品（全3話）であり、今作の原型となった。「みんなあげちゃう」YJC版19巻と、今作最終巻に収録されている。
美大卒ながら就職活動で下着会社「シャンタン」のデザイナーとなった青年・日下（くさか）は下着の世界にどっぷりハマッていて、身体に合わない下着を着けた女性に行き過ぎた忠告をしては痴漢扱いされていた。

## 書誌情報

### 甘い生活
※『…』内は単行本の副題。
1. 『ランジェリーに恋してる♥』 1990年12月13日発売、ISBN 4-08-861871-8
2. 『愛の悩み』 1991年4月19日発売、ISBN 4-08-861872-6
3. 『恋模様みだれ髪』 1991年9月19日発売、ISBN 4-08-861873-4
4. 『おかしな二人』 1992年2月19日発売、ISBN 4-08-861874-2
5. 『弓香の日記』 1992年7月17日発売、ISBN 4-08-861875-0
6. 『二人の気持ち』 1993年1月19日発売、ISBN 4-08-861876-9
7. 『伸介の選択』 1993年6月18日発売、ISBN 4-08-861877-7
8. 『おかしな気分』 1994年1月19日発売、ISBN 4-08-861878-5
9. 『おかしな三角関係』 1994年9月19日発売、ISBN 4-08-861879-3
10. 『よみがえる美』 1995年5月19日発売、ISBN 4-08-861880-7
11. 『東京ショック』 1995年12月8日発売、ISBN 4-08-875431-X
12. 『ユミカ・センセーション』 1996年7月19日発売、ISBN 4-08-875455-7
13. 『セルフヌード』 1997年2月19日発売、ISBN 4-08-875456-5
14. 『能力喪失』 1997年9月19日発売、ISBN 4-08-875566-9
15. 『お嬢様の初体験』 1998年3月19日発売、ISBN 4-08-875632-0
16. 『巴の目覚め』 1998年11月19日発売、ISBN 4-08-875725-4
17. 『ぱんつのお披露目』 1999年5月19日発売、ISBN 4-08-875788-2
18. 『女優・佐倉澪』 1999年12月13日発売、ISBN 4-08-875863-3
19. 『弓香が女優』 2000年9月19日発売、ISBN 4-08-876066-2
20. 『美人双子姉妹』 2001年6月19日発売、ISBN 4-08-876173-1
21. 『政略結婚！？』 2001年12月10日発売、ISBN 4-08-876250-9
22. 『触りのライセンス』 2002年6月19日発売、ISBN 4-08-876314-9
23. 『がんばれ！！大統領！！』 2002年11月19日発売、ISBN 4-08-876369-6
24. 『ブービー・トラップ』 2003年4月18日発売、ISBN 4-08-876429-3
25. 『ガマン大会』 2003年10月17日発売、ISBN 4-08-876516-8
26. 『世界新記録！？』 2004年4月19日発売、ISBN 4-08-876597-4
27. 『殿・姫・伸介』 2004年9月17日発売、ISBN 4-08-876678-4
28. 『姫のお目覚め？』 2005年3月18日発売、ISBN 4-08-876775-6
29. 『ニューゴッドハンド？』 2005年10月19日発売、ISBN 4-08-876870-1
30. 『コスプレ秘書』 2006年5月19日発売、ISBN 4-08-877086-2
31. 『天才×天才』 2006年12月19日発売、ISBN 4-08-877192-3
32. 『ナマで大事件！？』 2007年5月18日発売、ISBN 978-4-08-877266-0
33. 『4回転マッサージ』 2007年11月19日発売、ISBN 978-4-08-877355-1
34. 『官能タイフーン』 2008年4月4日発売、ISBN 978-4-08-877431-2
35. 『デザイナーの資質』 2008年11月19日発売、ISBN 978-4-08-877550-0
36. 『伸介の痴漢騒動』 2009年5月19日発売、ISBN 978-4-08-877650-7
37. 『ベガスの狂乱』 2009年11月19日発売、ISBN 978-4-08-877764-1
38. 『1000万ドルの下着』 2010年5月19日発売、ISBN 978-4-08-877860-0
39. 『幼なじみの下着』 2010年11月19日発売、ISBN 978-4-08-879063-3
40. 『呪いのコルセット発動！？』 2011年8月19日発売、ISBN 978-4-08-879194-4

### 甘い生活 2nd season
※第1巻は前半に初代「甘い生活」LIFE481〜LIFE486、後半に「甘い生活 2nd season」LIFE1〜6という変則構成。
1. 2012年4月19日発売[5]、ISBN 978-4-08-879323-8
2. 2012年10月19日発売[6]、ISBN 978-4-08-879445-7
3. 2013年6月19日発売[7]、ISBN 978-4-08-879605-5
4. 2014年2月19日発売[8]、ISBN 978-4-08-879763-2
5. 2014年11月19日発売[9]、ISBN 978-4-08-890044-5
6. 2015年8月19日発売[10]、ISBN 978-4-08-890220-3
7. 2015年12月18日発売[11]、ISBN 978-4-08-890337-8
8. 2016年7月19日発売[12]、ISBN 978-4-08-890475-7
9. 2017年6月19日発売[13]、ISBN 978-4-08-890692-8
10. 2018年5月18日発売[14]、ISBN 978-4-08-891005-5
11. 2018年12月19日発売[15]、ISBN 978-4-08-891106-9
12. 2019年5月17日発売[16]、ISBN 978-4-08-891262-2
13. 2019年12月19日発売[17]、ISBN 978-4-08-891454-1
14. 2021年12月17日発売[18]、ISBN 978-4-08-892181-5
15. 2022年1月19日発売[19]、ISBN 978-4-08-892202-7
16. 2023年5月19日発売[20]、ISBN 978-4-08-892760-2
17. 2024年1月18日発売[21]、ISBN 978-4-08-893148-7
18. 2024年7月18日発売[22]、ISBN 978-4-08-893318-4
19. 2024年9月19日発売[23]、ISBN 978-4-08-893411-2